# Années 1610 av. J.-C.
Les années 1610 av. J.-C. couvrent les années de 1619 av. J.-C. à 1610 av. J.-C.

## Évènements
- 1615-1602 av. J.-C.[1] : règne de Kidin-Ninua, roi d’Assyrie[2].